# WTA-toernooi van Palm Springs
Het WTA-toernooi van Palm Springs was een tennistoernooi voor vrouwen dat tussen 1951 en 1983 onregelmatig, doch van 1974 tot en met 1978 jaarlijks, plaatsvond in of nabij de Amerikaanse plaats Palm Springs (Californië). Het toernooi werd gespeeld op hardcourtbanen.
De twee edities die het meest in het oog springen, zijn die van 1977 en 1978 – het toernooi vervulde toen de rol van eindejaarskampioenschap met als officiële naam Colgate Series Championships.

## Officiële namen
| 1951–1952 | Mid-Winter Invitation           |
| 1974–1975 | Virginia Slims of Mission Viejo |
| 1976      | Colgate Inaugural               |
| 1977–1978 | Colgate Series Championships    |
| 1983      | Congoleum Classic               |

## Meervoudig winnaressen enkelspel
| speelster        | aantal titels | in de jaren |
| ---------------- | ------------- | ----------- |
| Chris Evert      | 5             | 1974–1978   |
| Maureen Connolly | 2             | 1951, 1952  |

## Enkel- en dubbelspeltitel in één jaar
| speelster   | in het jaar |
| ----------- | ----------- |
| Chris Evert | 1975, 1976  |

## Finales

### Enkelspel
| Datum      | Naam                            | ($)           | Ondergrond        | Winnares         | Verliezend finaliste | Uitslag       |
| ---------- | ------------------------------- | ------------- | ----------------- | ---------------- | -------------------- | ------------- |
| 1951-02-08 | Mid-Winter Invitation           |               | hardcourt, buiten | Maureen Connolly | Helen Perez          | 6-1, 6-3      |
| 1952-01-14 | Mid-Winter Invitation           |               | hardcourt, buiten | Maureen Connolly | Dorothy Head         | 6-2, 6-4      |
| 1953–1973  | geen toernooi                   | geen toernooi | geen toernooi     | geen toernooi    | geen toernooi        | geen toernooi |
| 1974-01-21 | Virginia Slims of Mission Viejo | 50.000        | hardcourt, buiten | Chris Evert      | Billie Jean King     | 6-3, 6-1      |
| 1975-09-29 | Virginia Slims of Mission Viejo | 50.000        | hardcourt, binnen | Chris Evert      | Cynthia Doerner      | 6-1, 6-3      |
| 1976-10-17 | Colgate Inaugural               | 200.000       | hardcourt, buiten | Chris Evert      | Françoise Dürr       | 6-1, 6-2      |
| 1977-11-01 | Colgate Series Championships    | 250.000       | hardcourt, buiten | Chris Evert      | Billie Jean King     | 6-2, 6-2      |
| 1978-11-14 | Colgate Series Championships    | 250.000       | hardcourt, buiten | Chris Evert      | Martina Navrátilová  | 6-3, 6-3      |
| 1979–1982  | geen toernooi                   | geen toernooi | geen toernooi     | geen toernooi    | geen toernooi        | geen toernooi |
| 1983-02-28 | Congoleum Classic               | 50.000        | hardcourt, binnen | Yvonne Vermaak   | Carling Bassett      | 6-3, 7-5      |

### Dubbelspel
| Datum      | Naam                            | ($)           | Ondergrond        | Winnaressen                          | Verliezend finalistes         | Uitslag       |
| ---------- | ------------------------------- | ------------- | ----------------- | ------------------------------------ | ----------------------------- | ------------- |
| 1974-01-21 | Virginia Slims of Mission Viejo | 50.000        | hardcourt, buiten | Kerry Harris Lesley Hunt             | Chris Evert Billie Jean King  | 7-5, 6-4      |
| 1975-09-29 | Virginia Slims of Mission Viejo | 50.000        | hardcourt, binnen | Chris Evert Martina Navrátilová      | Gail Glasgow Betty-Ann Stuart | 6-3, 7-5      |
| 1976-10-17 | Colgate Inaugural               | 200.000       | hardcourt, buiten | Chris Evert Martina Navrátilová      | Billie Jean King Betty Stöve  | 6-2, 6-4      |
| 1977-11-01 | Colgate Series Championships    | 250.000       | hardcourt, buiten | Françoise Dürr Virginia Wade         | Helen Cawley JoAnne Russell   | 6-1, 4-6, 6-4 |
| 1978-11-14 | Colgate Series Championships    | 250.000       | hardcourt, buiten | Billie Jean King Martina Navrátilová | Kerry Reid Wendy Turnbull     | 6-2, 6-2      |
| 1979–1982  | geen toernooi                   | geen toernooi | geen toernooi     | geen toernooi                        | geen toernooi                 | geen toernooi |
| 1983-02-28 | Congoleum Classic               | 50.000        | hardcourt, binnen | Kathy Jordan Ann Kiyomura            | Dianne Balestrat Betty Stöve  | 6-2, 6-2      |

ITF-toernooien (mannen en vrouwen)

ATP-toernooien (mannen) – ATP-seizoen 2025

WTA-toernooien (vrouwen) – WTA-seizoen 2025

Voormalige toernooien mannen
Voormalige toernooien vrouwen
Voormalige amateurtoernooien